# 아이키즈
아이키즈(영어: IKIDS)는 부산 아이파크의 프로축구단 직영 유소년 축구 교실로, 구단의 연고지인 부산광역시의 지역 유소년들에게 축구의 재미와 우수 선수로 육성할 기회와 체계적 육성 시스템을 제공한다.
부산 아이파크는 아이키즈 취미반-아이키즈 심화반/부산 아이파크 U-12-낙동중학교 축구부-개성고등학교 축구부-부산 아이파크의 유소년 단계 구성을 지니고 해당 축구 교실의 목적은 연고지인 부산광역시에서의 지역 인재 발굴과 육성, 부산 축구 저변 확대와 팬층의 확대, 마지막으로 축구라는 스포츠를 통해 사회에서의 사회성 및 자립성을 길러주는 것이 주 목표이다.

## 출신 선수
- 이창근
- 구현준
- 이정협
- 김지민
- 권진영
- 이청웅
- 김진규
- 박경록
- 이동준
- 김정호
- 박호영
- 박경민
- 이상준
- 황준호
- 권혁규
- 성호영
- 강영웅
- 어정원
- 천지현
- 이태민
- 조위제
- 홍욱현
- 이현준

## 같이 보기
- 부산 아이파크
- 부산 아이파크 퓨처스
- 개성고등학교 축구부
- 낙동중학교 축구부
- 부산 아이파크 U-12